# Dodie Smith
Dorothy Gladys "Dodie" Smith (født 3. maj 1896, død 24. november 1990) var en engelsk børnebogsforfatter og dramatiker, bedst kendt for romanen 101 Dalmatinere (1956). Andre værker inkluderer I Capture the Castle (1948) og Den Mystiske Søvn (1967). 101 Dalmatinere blev filmatiseret til en animeret film i 1961 og en live-action-film fra 1996, begge produceret af Disney. Hendes roman I Capture the Castle blev adapteret til en filmversion i 2003. I Capture the Castle var nummer 82 af "nationens 100 mest elskede bøger" af den britiske offentlighed som en del af BBC's The Big Read (2003).

## Biografi

### Tidlige liv
Smith blev født den 3. maj 1896 i Whitefield, nær Bury i Lancashire, England. Hun var enebarn. Hendes forældre var Ernest og Ella Smith (født Furber). Ernest var en bankchef; han døde i 1898, da Dodie var to år gammel. Dodie og hendes mor flyttede til Old Trafford, Manchester, for at bo hos hendes bedsteforældre, William og Margaret Furber. Dodies barndomshjem, kendt som Kingston House, var på 609 Stretford Road. Det stod overfor Manchester Ship Canal, og hun boede sammen med sin mor, bedsteforældre, to tanter og tre onkler. I sin selvbiografi Look Back with Love (1974) krediterer hun sin bedstefar William som en af tre grunde til, at hun blev dramatiker.
Han var en ivrig teatergænger, og de havde lange samtaler om Shakespeare og melodrama. Den anden grund, hendes onkel Harold Furber, en amatørskuespiller, læste teaterstykker med hende og introducerede hende til nutidig drama. For det tredje havde hendes mor ønsket at blive skuespiller, en fejlet karriere, på trods af små roller overfor Sarah Bernhardt. Smith skrev sit første skuespil i en alder af ti år, og hun begyndte at optræde i mindre roller i sine teenageår i Manchester Athenaeum Dramatic Society. I øjeblikket er der en blå mindeplade på bygningen, hvor Dodie voksede op. De første år fra Dodies barndom blev tilbragt i dette hus.

### Flytning til London
I 1910 giftede Dodies mor, Ella, sig igen og flyttede til London med sin nye mand og den 14-årige Dodie, der gik på skole i både Manchester og på St Paul's Girls 'School. I 1914 blev Dodie optaget på Royal Academy of Dramatic Art (RADA). Hendes første rolle kom i Arthur Wing Pineros skuespil Playgoers. Andre roller efter RADA inkluderede en kinesisk pige i Mr. Wu, en salonpige i Ye Gods, og en ung mor i Niobe, som blev instrueret af Basil Dean, der senere købte Dodies skuespil Autumn Crocus.
Hun var også i Portsmouth Repertory Theatre; rejste med et YMCA-selskab for at underholde tropper i Frankrig under 1. Verdenskrig; turnerede med den franske komedie French Leave og optrådte som Anne i Galsworthys skuespil The Pigeon på Everyman Theatre og på en festival i Zürich, Schweiz. Under sin mors sygdom (hun døde af brystkræft) blev Dodie og hendes mor følgere af Christian Science.

### Karriere efter skuespil
Selvom Dodie havde solgt et filmmanuskript, Schoolgirl Rebels, ved hjælp af pseudonymet Charles Henry Percy og skrevet et enaktstykke, British Talent, der havde premiere på Three Arts Club i 1924, havde hun stadig svært ved at finde stabilt arbejde. I 1923 accepterede hun et job i Heal and Sons-møbelbutik i London og blev legetøjskøber (og elskerinde med bestyrelsesformanden, Ambrose Heal). Hun skrev sit første teaterskuespil, Autumn Crocus, i 1931 ved hjælp af pseudonymet C.L. Anthony. Dets succes og opdagelsen af hendes identitet af journalister inspirerede avisoverskriften "Shopgirl Writes Play". I forestillingen medvirkede Fay Compton og Francis Lederer.
Dodies fjerde skuespil Call It a Day blev opført af Theatre Guild den 28. januar 1936 og spillede 194 forestillinger. Stykket blev vist i London ved 509 forestillinger, det længste løb af nogle af Dodies skuespil til dato. Det blev sammenlignet positivt med George S. Kaufman og Edna Ferber's stykke Dinner at Eight og Edward Knoblocks Grand Hotel af Joseph Wood Krutch. Stykket blev omtalt som, at den "forbliver temmelig konsekvent på niveauet for komedie og pålægger dens sprøde struktur ingen større følelsesmæssig vægt, end at strukturen er i stand til at bære."
Efter succes med Call It a Day var Smith i stand til at købe The Barretts, et landsted nær landsbyen Finchingfield, Essex. Hendes næste skuespil, Bonnet Over the Windmill (1937), var ikke så succesrig. Det drejer sig om tre håbefulde unge skuespillerinder og deres værtinde, en midaldrende tidligere musiker, og de unge kvinders forsøg på at tiltrække opmærksomheden fra en dramatiker og en teaterproducent med håb om at få dramatiske roller.
Hendes næste skuespil, Dear Octopus (1938), indeholdt Dame Marie Tempest og Sir John Gielgud. Den usædvanlige titel henviser til en skåltale i stykket: "To the family - that dear octopus from whose tentacles we never quite escape, nor, in our inmost hearts, ever quite wish to." Brooks Atkinson kaldte Dodie en "domestisk panoramatist" og sammenlignede hende med mange engelske forfattere, fra Samuel Richardson til Archibald Marshall; han beskrev også hende som den "udnævnte skildrer" af den engelske familie. Produktionen i London viste 376 forestillinger sammenlignet med den i New York på kun 53.
Da Dodie rejste til Amerika for at caste til Dear Octopus, bragte hun med sig Alec Macbeth Beesley, der også havde arbejdet hos Heal's og var blevet hendes mangeårige ven og forretningsmanager. De to giftede sig i 1939. Hun fik ikke opsat et andet teaterstykke i London før i 1952, skønt Lovers and Friends spillede på Plymouth Theatre i 1943. Stykket indeholdt Katharine Cornell og Raymond Massey.
Dodie boede i mange år på Dorset Square, Marylebone, London, hvor en mindesplade nu mindes om hendes bosætning.

### Senere liv
I løbet af 1940'erne flyttede Dodie og Beesley til USA for at undgå juridiske vanskeligheder, fordi han var militærnægter. Hun følte hjemve efter Storbritannien, som inspirerede hendes første roman, skrevet i Doylestown, Pennsylvania, ved navn I Capture the Castle (1948). Hun og Beesley tilbragte også tid i Beverly Hills, Malibu og Wilton, Connecticut.
Under deres amerikanske tilværelse blev parret venner med forfatterne Christopher Isherwood, Charles Brackett og John Van Druten. I sine erindringer krediterer Dodie Beesley med at komme med forslaget til Van Druten om, at han tilpasser Isherwoods Sally Bowles-historie Farvel til Berlin i et teaterstykke (Van Druten-stykket, Jeg er et kamera, blev senere musicalen Cabaret). I sine memoirer anerkender Dodie at have modtaget skriftlige råd fra sin ven, romanforfatteren AJ Cronin.
Dodies første teaterstykke i London, Letter from Paris, var en tilpasning af Henry James' korte roman The Reverberator. Hun brugte tilpasningstilen i William Archibalds skuespil The Innocents (tilpasset fra The Turn of the Screw) og Ruth og Augustus Goetzs skuespil The Heiress (tilpasset fra Washington Square).

### Død
Dodie døde i 1990 (tre år efter Beesley) i Uttlesford, i det nordlige Essex, England. Hun blev kremeret og hendes aske spredt til vinden. Hun havde udpeget Julian Barnes som sin litterære eksekutor, et job, hun troede ikke ville være meget arbejde i. Barnes skriver om den komplicerede opgave i sit essay "Literary Executions" og afslører blandt andet, hvordan han sikrede tilbagevenden af filmrettighederne til I Capture the Castle, som havde været ejet af Disney siden 1949. Dodies personlige papirer er beliggende i Boston Universitys Howard Gotlieb Archival Research Center og inkluderer manuskripter, fotografier, kunstværker og korrespondance (herunder breve fra Christopher Isherwood og John Gielgud).

## De hundrede og den ene dalmatiner
Dodie og Beesley elskede hunde og holdt dalmatinere som kæledyr; på et tidspunkt havde parret ni af dem. Den første fik navnet Pongo, som blev det navn, Smith anvendte til hundeprotagonisten i hendes roman 101 Dalmatinere. Dodie havde ideen til romanen, da en af hendes venner observerede en gruppe af hendes dalmatinere og sagde "Those dogs would make a lovely fur coat".
Romanen er blevet adapteret af Disney to gange, en animeret film i 1961 kaldet 101 Dalmatinere og en live-actionfilm i 1996 kaldet 101 Dalmatians. Selvom begge Disney-filmene fik en efterfølgende film, 101 Dalmatians II: Kvik på eventyr i London og 102 Dalmatinere, har ingen af efterfølgerne nogen forbindelse til Dodies egen efterfølger, The Starlight Barking.

## Værker
| - Look Back with Love: a Manchester Childhood (1974) - Look Back with Mixed Feelings (1978) - Look Back with Astonishment (1979) - Look Back with Gratitude (1985) - I Capture the Castle (1949) - The Hundred and One Dalmatians (1956) - The New Moon with the Old (1963) - The Town in Bloom (1965) - It Ends with Revelations (1967) - The Starlight Barking (1967) - A Tale of Two Families (1970) - The Girl from the Candle-lit Bath (1978) - The Midnight Kittens (1978) | - Autumn Crocus (1931) - Service (1932) - Touch Wood (1934) - Call It a Day (1935) - Bonnet Over the Windmill (1937) - Dear Octopus (1938) - Lovers and Friends (1943) - Letter from Paris (1952) - I Capture the Castle (1954) - These People, Those Books (1958) - Amateur Means Lover (1961) - The Uninvited (1944), written by Smith and Frank Partos - Darling, How Could You! (1951), written by Smith and Lesser Samuels |

## Film adapteret fra hendes værker
- Looking Forward (1933), baseret på Service
- Autumn Crocus (1934)
- Call It a Day (1937)
- Dear Octopus (1943)
- The First Day of Spring (1956), baseret på Call It a Day
- 101 Dalmatinere (1961)
- 101 dalmatinere (1996)
- 102 dalmatinere (2000)
- I Capture the Castle (2003)